# Oconto, Nebraska
Oconto är en by (village) i Custer County i Nebraska. Vid 2010 års folkräkning hade Oconto 151 invånare.